# Ben Batt
Ben Batt (Wigan, 7 februari 1986) is een Brits acteur.

## Biografie
Batt was in zijn jeugd een getalenteerde rugbyspeler, op zeventienjarige leeftijd brak hij zijn been op drie plekken wat ervoor zorgde dat hij moest stoppen met rugby. Tijdens zijn schooljaren was hij ook actief op het schooltoneel, dit zorgde ervoor dat hij ervoor koos om zijn carrière te starten in het acteren. Hij ging studeren aan de Guildhall School of Music and Drama in Londen, hij verliet in 2008 de school omdat hij een rol kreeg aangeboden in de film The Edge of Love. Na deze rol speelde hij nog meerdere rollen in films en televisieseries. Hij is vooral bekend van zijn rol als Joe Pritchard in de televisieserie Shameless waar hij in 30 afleveringen speelde (2009-2010), en van zijn rol als rechercheur Kevin Lumb in de televisieserie Scott & Bailey waar hij in 20 afleveringen speelde (2011-2013).

## Filmografie

### Films
Uitgezonderd korte films.
- 2017 Woyzeck - als Andrews
- 2017 Dusty and Me - als Little Eddie
- 2016 The Windmill Massacre - als Jackson
- 2016 Despite the Falling Snow' - als Oleg
- 2015 The Go-Between - als Ted Burgess
- 2014 Electricity - als Dave
- 2011 Captain America: The First Avenger - als militaire politieagent
- 2011 Weekender - als John Anderson
- 2009 Salvage - als trooper Jones
- 2008 The Edge of Love - als sergeant

### Televisieseries
Uitgezonderd eenmalige gastrollen.
- 2021-2023 Domina - als Marcus Vipsanius Agrippa - 12 afl.
- 2022 Rules of the Game - als Owen Jenkins - 4 afl.
- 2018-2020 Our Girl - als Blue - 3 afl.
- 2020 The English Game - als John Cartwright - 6 afl.
- 2019 Jamestown - als Willmus Crabtree - 8 afl.
- 2017 W1A - als Ryan Chelford - 2 afl.
- 2017 In the Dark - als DI Paul Hopkins - 4 afl.
- 2015 From Darkness - als Chris Templeton - 2 afl.
- 2014 The Village - als Alf Rutter - 5 afl.
- 2014 From There to Here - als Newell - 3 afl.
- 2011-2013 Scott & Bailey - als rechercheur Kevin Lumb - 20 afl.
- 2013 Prisoners Wives - als Danny - 2 afl.
- 2011 Sirens - als Craig Scruton - 5 afl.
- 2011 The Promise- als Derek Toogood - 4 afl.
- 2009-2010 Shameless - als Joe Pritchard - 30 afl.

- Gemeinsame Normdatei: 1161815864
- International Standard Name Identifier: 0000 0004 9780 0222
- Library of Congress Control Number: no2016152254
- Virtual International Authority File: 94148209299800460009
- WorldCat: E39PBJvMtCB9wwcQggycG37j4q